# Claude-Adrien Helvétius
Claude Adrien Helvétius (26 janeiro 1715 – 26 dezembro 1771) foi um filósofo francês, maçom e literato.

## Vida
Claude Adrien Helvétius nasceu em Paris, França, e descendia de uma família de médicos, originalmente com o sobrenome Schweitzer (que significa "suíço" em alemão; latinizado como Helvétius). Seu bisavô Johann Friedrich Schweitzer, conhecido como "Helvetius", foi um médico holandês e alquimista, de origem alemã. Seu avô Adriaan Helvetius introduziu o uso da ipecacuanha; seu pai Jean Claude Adrien Helvétius foi o primeiro médico de Maria Leszczyńska, rainha da França. Claude Adrien foi treinado para uma carreira financeira, sendo aprendiz de seu tio materno em Caen, mas ocupava seu tempo livre com poesia. Aos vinte e três anos, a pedido da rainha, foi nomeado fermier général (coletor de impostos), um cargo que valia 100 000 coroas por ano. Assim provido, passou a aproveitar a vida ao máximo, com a ajuda de sua riqueza e liberalidade, seus gostos literários e artísticos - frequentou, por exemplo, o progressista Clube do Entresol. À medida que envelhecia, começou a buscar distinções mais duradouras, estimulado pelo sucesso de Pierre Louis Maupertuis como matemático, de Voltaire como poeta e de Montesquieu como filósofo. Sua esposa, Anne-Catherine de Ligniville, Madame Helvétius, manteve um salão frequentado pelas principais figuras do Iluminismo por mais de cinco décadas.
Em 1758, Helvétius publicou sua obra-prima filosófica, um trabalho chamado De l'esprit (Sobre o Espírito), que afirmava que todas as faculdades humanas são atributos de mera sensação física, e que o único motivo real é o interesse próprio, portanto não há bem e mal, apenas prazeres competitivos. Suas doutrinas ateístas, utilitaristas e igualitárias levantaram um clamor público, e a Sorbonne queimou publicamente o livro em 1759, forçando Helvétius a emitir várias retratações.

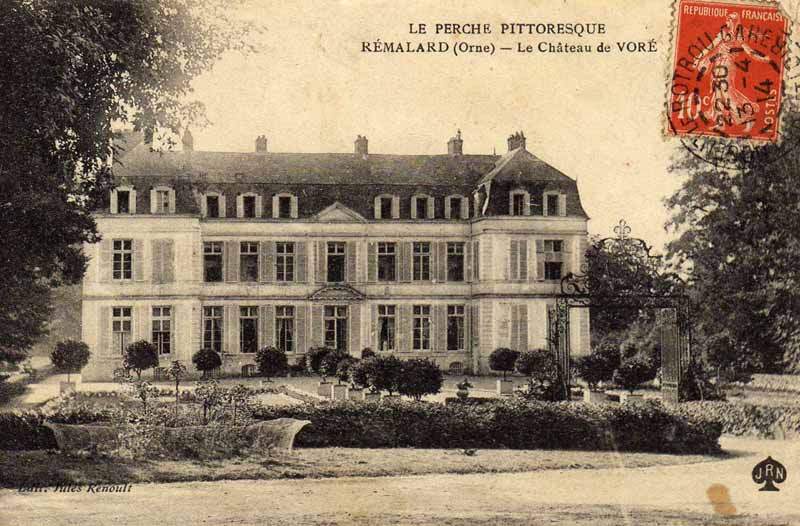
Château de Voré (Collines des Perches, Loir-et-Cher)

Em 1764, Helvétius visitou a Inglaterra e, no ano seguinte, a convite de Frederico II da Prússia, foi a Berlim, onde o rei lhe deu muita atenção.
Após 10 anos, quando achou sua fortuna suficiente, abandonou o cargo de fermier général e se retirou para uma propriedade rural na França, onde empregou sua fortuna no auxílio aos pobres, no incentivo à agricultura e no desenvolvimento de indústrias. Por isso, conquistou a admiração de muitos dos filósofos.

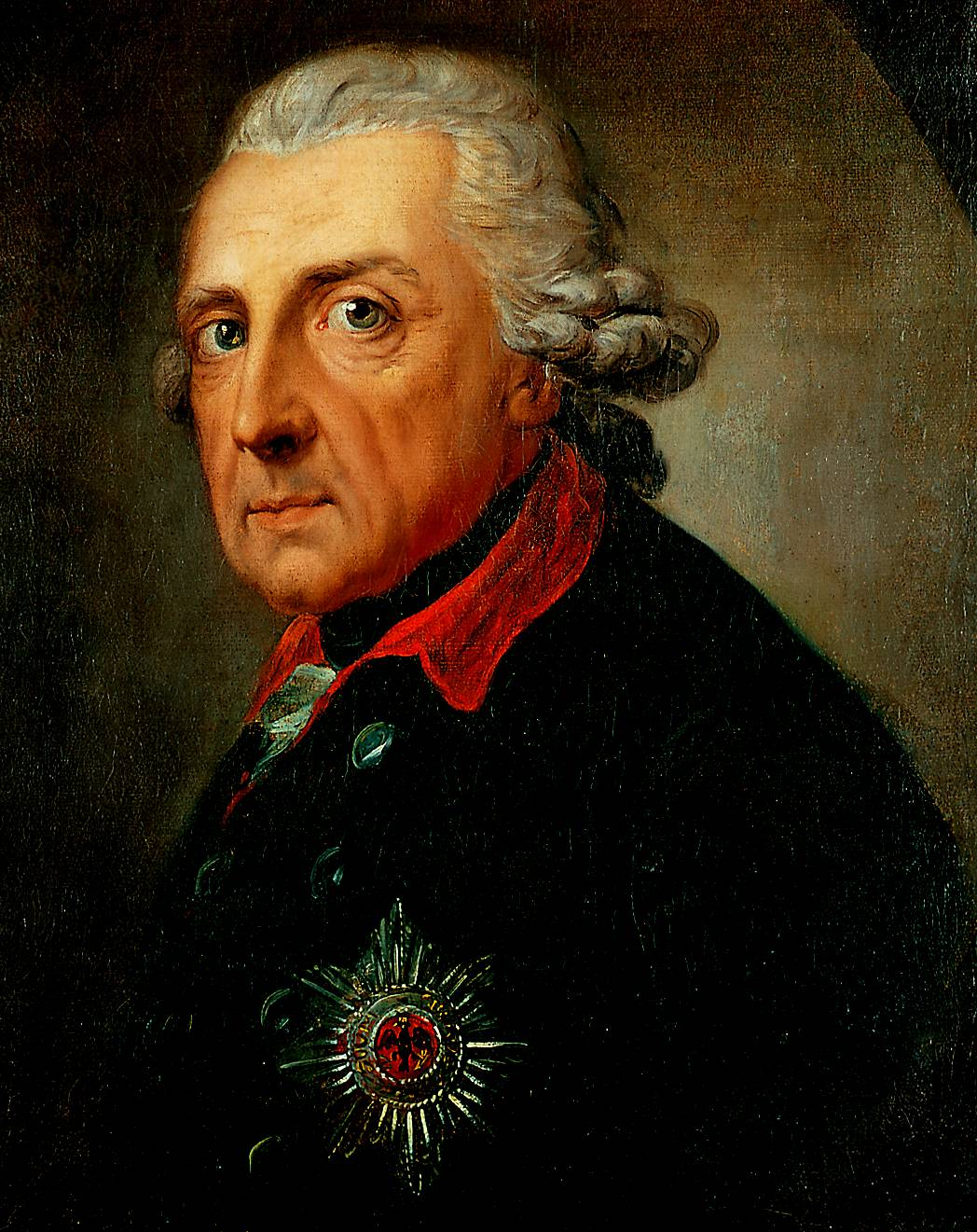
Helvétius foi um dos vários filósofos franceses que passaram tempo na corte de Frederico, o Grande da Prússia (retratado acima)

A família de Helvétius vivia alternadamente no Château de Voré (Collines des Perches, Loir-et-Cher) e em sua casa de cidade parisiense na rue Sainte-Anne.
Religiosamente, Helvétius era Deísta, embora um deísta "bastante indiferente".
Ele morreu em Paris em 26 de dezembro de 1771.
Uma obra encontrada em seus papéis chamada De l'homme, de ses facultés intellectuelles et de son éducation (Sobre o Homem, suas faculdades intelectuais e sua educação) foi publicada em 1773.

## Filosofia

### De l'esprite sua recepção
Os estudos filosóficos de Helvétius culminaram na produção de seu famoso livro De l'esprit (Sobre o Espírito). Foi publicado pela primeira vez em 1758 e pretendia ser o rival de O Espírito das Leis de Montesquieu, com Helvétius argumentando fortemente contra a teoria de Montesquieu de que o clima influenciava o caráter das nações.
A obra atraiu atenção imediata e despertou a mais formidável oposição, especialmente do delfim Luís, Delfim da França (1729-1765), filho do rei Luís XV da França. O Advogado Geral Joseph Omer Joly de Fleury condenou-o no Parlamento de Paris em janeiro de 1759. A Sorbonne condenou o livro, enquanto os padres convenceram a corte de que estava cheio das doutrinas mais perigosas. O livro foi declarado herético — tão ateísta que foi condenado pela Igreja e pelo Estado e foi queimado. Helvétius, aterrorizado com a tempestade que havia levantado, escreveu três retratações separadas e humilhantes. Apesar de seus protestos de ortodoxia, o livro foi publicamente queimado pelo carrasco de Paris.
Teve efeitos negativos de longo alcance sobre o resto dos filósofos, em particular Denis Diderot e o trabalho que estava fazendo na Enciclopédia. As autoridades religiosas, particularmente os Jesuítas e o novo Papa, começaram a temer a propagação do ateísmo e queriam reprimir o "pensamento moderno" de forma dura e rápida. De l'esprit tornou-se quase um bode expiatório para isso.

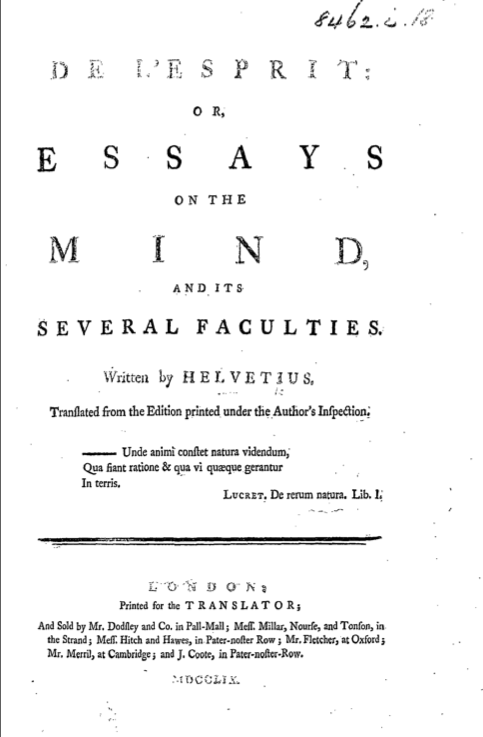
Página de capa de uma tradução inglesa de 1759 de De l'Esprit

Essa grande publicidade resultou na tradução do livro para quase todos os idiomas da Europa. Voltaire disse que lhe faltava originalidade. Rousseau declarou que a própria benevolência do autor desmentiu seus princípios. Grimm pensou que todas as ideias do livro foram emprestadas de Diderot. Madame du Deffand sentiu que Helvétius havia levantado uma tempestade ao dizer abertamente o que todos pensavam em segredo. Madame de Graffigny afirmou que todas as coisas boas do livro haviam sido recolhidas em seu próprio salão.

### Egoísmo psicológico
A filosofia de Helvétius pertence à escola Egoísta:
1. Todas as faculdades do homem podem ser reduzidas à sensação física, mesmo memória, comparação, julgamento. Nossa única diferença dos animais inferiores está em nossa organização externa.
2. O interesse próprio, fundado no amor ao prazer e no medo da dor, é a única fonte de julgamento, ação e afeição. Os seres humanos são motivados unicamente pela busca do prazer e pela evitação da dor. "Estes dois," diz ele, "são, e sempre serão, os únicos princípios de ação no homem."[9] O autossacrifício é motivado pelo fato de que a sensação de prazer supera a dor que o acompanha e é, portanto, o resultado de um cálculo deliberado.
3. Não temos liberdade de escolha entre o bem e o mal. Não existe o direito absoluto — as ideias de justiça e injustiça mudam de acordo com os costumes.[6]

Esta visão do homem era em grande parte Hobbesiana — o homem é um sistema deterministicamente controlável por uma combinação adequada de recompensa e punição, e os fins do governo são garantir a maximização do prazer.

### Igualdade natural das inteligências
"Todos os homens", sustentava Helvétius, "têm uma disposição igual para o entendimento". Como um dos muitos discípulos Lockeanos do Iluminismo Francês, ele considerava a mente humana como uma tábula rasa, mas livre não apenas de ideias inatas, mas também de disposições e propensões naturais inatas. A constituição fisiológica era, no máximo, um fator periférico nos caracteres ou capacidades dos homens. Quaisquer desigualdades aparentes eram independentes da organização natural e tinham sua causa no desejo desigual de instrução. Esse desejo surge das paixões, das quais todos os homens comumente bem organizados são suscetíveis no mesmo grau. Assim, devemos tudo à educação. A engenharia social é, portanto, um empreendimento não limitado pelas habilidades naturais dos homens.
Essa igualdade natural aplicava-se a todos os homens em todas as nações e, portanto, as diferenças nas características nacionais não eram o resultado de diferenças inatas entre os povos, mas sim um subproduto do sistema de educação e governo. "Nenhuma nação", escreveu Helvétius, "tem razão para se considerar superior a outras em virtude de sua dotação inata."
Este aspecto radicalmente igualitário da filosofia de Helvétius fez com que Diderot observasse que, se fosse verdade, De l'esprit poderia muito bem ter sido escrito pelo tratador de cães de Helvétius.

### Onipotência da educação
Como todos os homens têm o mesmo potencial natural, argumentou Helvétius, todos têm a mesma capacidade de aprender. Assim, a educação é o método pelo qual se reforma a sociedade, e há poucos limites para as drásticas melhorias sociais que poderiam ser trazidas pela distribuição adequada da educação. Embora as pessoas pareçam possuir certas qualidades em maior abundância do que seus vizinhos, a explicação para isso vem "de cima" – é causada pela educação, lei e governo. "Se comumente encontramos em Londres homens conhecedores, que são encontrados com muito mais dificuldade na França", isso porque é um país onde "cada cidadão tem uma participação na gestão dos assuntos em geral." "A arte de formar homens", conclui ele, "está em todos os países [...] estritamente ligada à forma do governo", e assim a educação via intervenção governamental é o método de reforma.
O cerne de seu pensamento era que a ética pública tem uma base utilitária, e ele insistiu fortemente na importância da cultura e da educação no desenvolvimento nacional.

### Influência
As ideias originais em seu sistema são as da igualdade natural das inteligências e da onipotência da educação, nenhuma das quais ganhou aceitação geral, embora ambas fossem proeminentes no sistema de John Stuart Mill. Cesare Beccaria afirma que foi amplamente inspirado por Helvétius em sua tentativa de modificar as leis penais. Helvétius também exerceu alguma influência sobre o utilitarista Jeremy Bentham.
Os aspectos materialistas de Helvétius, junto com o Barão d'Holbach, tiveram influência sobre Karl Marx, o teórico do materialismo histórico e do comunismo, que estudou as ideias de Helvétius em Paris e mais tarde chamou o materialismo de Helvétius e d'Holbach de "a base social do comunismo".

### Crítica
O filósofo alemão Johann Georg Hamann se opôs vigorosamente às doutrinas racionalistas de Helvétius.
O filósofo britânico Isaiah Berlin listou Helvétius, junto com Hegel, Fichte, Rousseau, Saint-Simon e Maistre, como um dos seis "inimigos da liberdade" que constituíram a base ideológica para o autoritarismo moderno, em seu livro Liberdade e Traição: Seis Inimigos da Liberdade Humana.

## Poesia
Suas ambições poéticas resultaram no poema chamado Le Bonheur (publicado postumamente, com um relato da vida e obras de Helvétius, por Jean François de Saint-Lambert, 1773), no qual ele desenvolve a ideia de que a verdadeira felicidade só pode ser encontrada fazendo do interesse de uma pessoa o interesse de todos.